# Buchmaler
Ein Buchmaler ist ein Künstler, der Manuskripte und Bücher mit Bildern, Ornamenten und Initialen illustriert. Gemeinsam mit Vergoldern und anderen Personen, die an der Ausschmückung eines Buches beteiligt sind, werden sie auch als Illuminatoren bezeichnet. Das Versehen der Texte mit farbigen Gliederungs- und Ordnungs- sowie einfachen Schmuckelementen, beispielsweise bei Anfangsbuchstaben und Absatzmarkierungen, war hingegen Aufgabe der Rubrikatoren.
Von der Spätantike bis zur Renaissance war die Buchmalerei eine der bedeutendsten Kunstgattungen, verlor jedoch mit der Ausbreitung des Buchdrucks und der Druckgraphik im 15. Jahrhundert stark an Bedeutung.
Als Illumination oder Illuminierung wird die Gesamtheit der in der Buchmalerei verwendeten Schmuckelemente bezeichnet, die somit neben den textbezogenen Illustrationen alle Auszeichnungen des Textes sowie die Gestaltung der Seitenränder umfasst. Zwar ist für die mittelalterlichen Buchillustrationen die Bezeichnung Malerei üblich, doch handelt es sich in der Regel um kolorierte Zeichnungen, bei deren Erstellung der Zeichner (Adumbrator) und der Maler nacheinander die Illustration gefertigt haben. Die verschiedenen Arbeitsschritte lagen entweder in der Hand eines Künstlers oder wurden arbeitsteilig in einer Werkstatt organisiert. Um sich die Arbeit zu erleichtern, bediente man sich häufig eines Musterbuches.

## Geschichtliche Entwicklung
Buchmaler gab es bereits bei den Griechen und Römern. So wird beispielsweise im Vatikan eine illuminierte Handschrift mit Texten von Vergil aus dem 4. Jahrhundert aufbewahrt, das von einem dieser Künstler verziert wurde. Bemerkenswert sind auch die von byzantinischen Buchmalern angefertigten Handschriften.

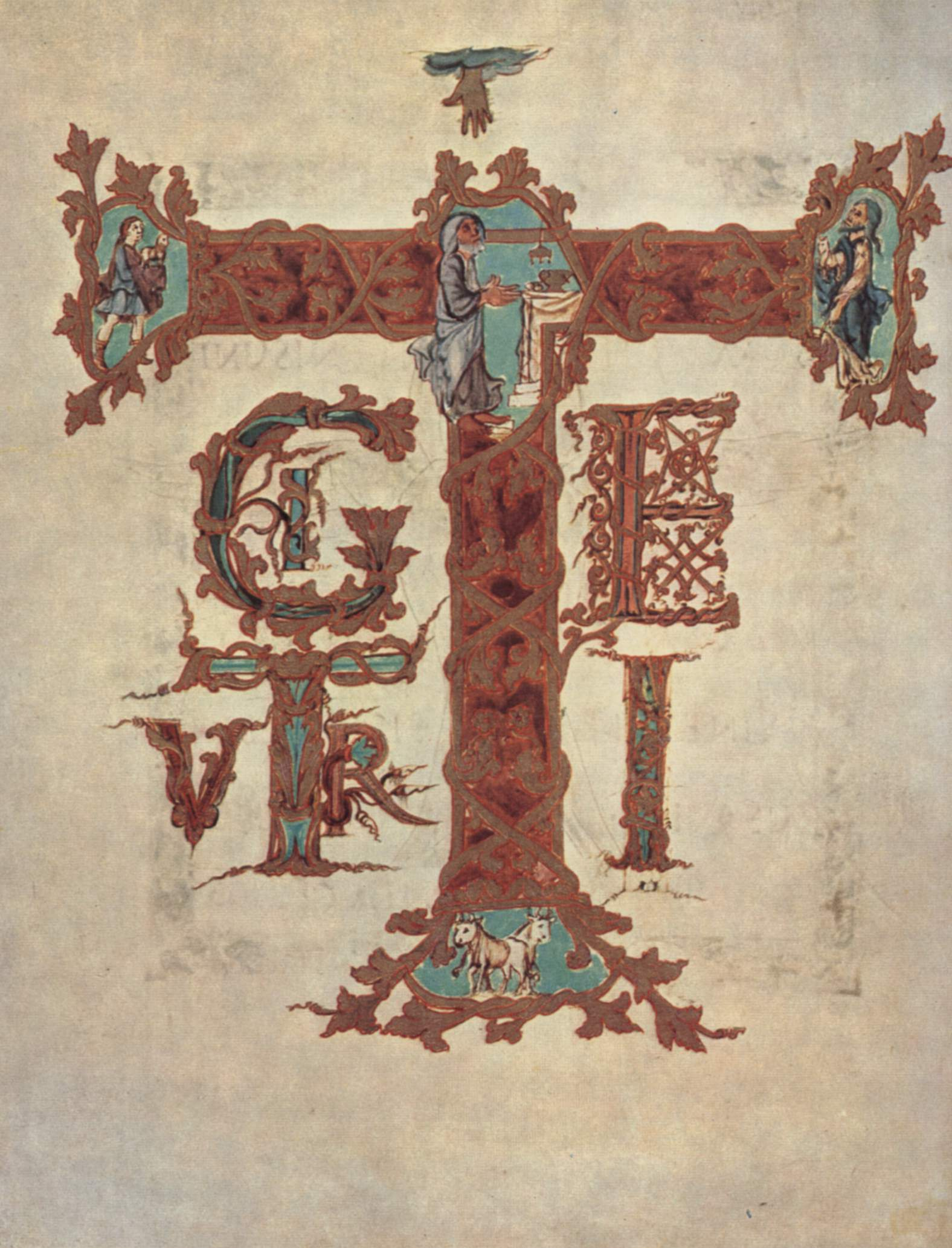
Drogo-Sakramentar, T-Initiale des Te igitur, 850.

Die Handschriften des frühen Mittelalters entstanden vor allem in Klöstern, wo Mönche und Nonnen unter anderem als Schreiber, Maler und Buchbinder tätig waren. Im Laienstand fanden sich zu dieser Zeit nur vereinzelt Schriftkundige. Da sich eine künstlerische Begabung nicht notwendigerweise unter den Mönche finden musste, wurden die Illuminationen in der Regel von besonders qualifizierten Personen angefertigt. Für diese Arbeit stellte man bereits sehr früh auch Laien an. Im Gegensatz zu den Schreibern finden sich nur selten Maler-Kolophone in den Codices. Der Grund dafür liegt wohl darin, dass das Schreiben als verdienstliche Arbeit galt, der Fürbitte des Lesers würdig, während die malerische Ausstattung beliebig war, ja sogar die Gefahr in sich barg, von der Lektüre abzulenken. Als künstlerisch überragend gelten die Buchmaler der ottonischen Zeit um etwa 1000.

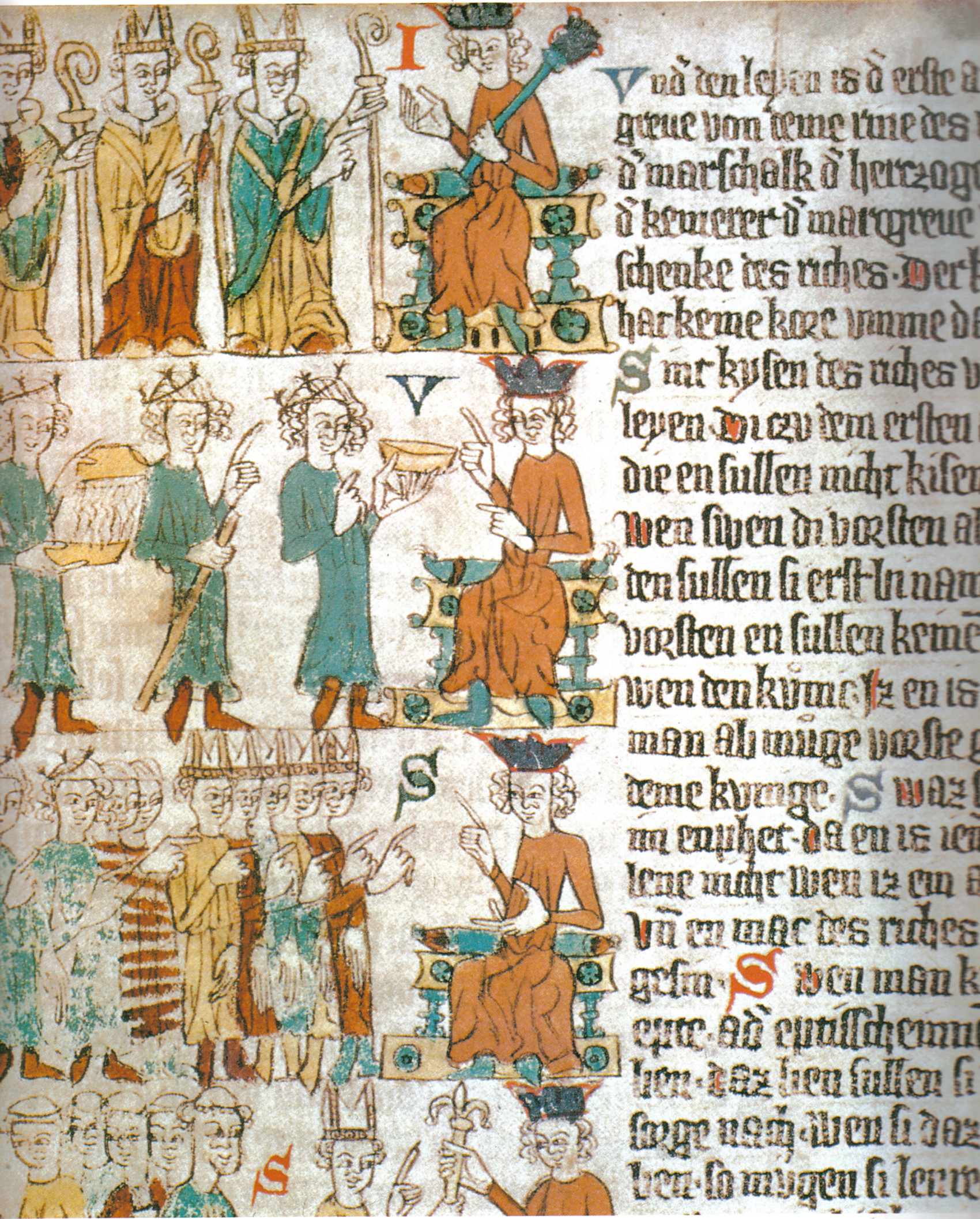
Heidelberger Sachsenspiegel, um 1300

Die Buchmalerkunst, die im 10. Jahrhundert zurückgegangen war, wurde im 12. Jahrhundert vielfältiger und reicher.
Die meisten Buchmaler blieben anonym, doch im 12. und 13. Jahrhundert lässt sich bereits eine bemerkenswert große Anzahl von namentlich bekannten Miniaturisten nachweisen. Etwa 130 fassbaren Buchmalern in Italien stehen je 40 in Frankreich und Deutschland und je 15 in England und Spanien gegenüber, wobei man allerdings bedenken muss, dass von den französischen Buchmalern fast die Hälfte in Paris in den letzten beiden Dekaden des 13. Jahrhunderts tätig war.
Bedeutende mittelalterliche Buchmaler (oft auch Miniaturisten) sind:
- Jean Pucelle (* um 1300; † um 1334),
- Jean Le Noir († nach 1375)
- André Beauneveu (ca. 1335 – ca. 1400),
- Jacquemart de Hesdin (ca. 1355–1414),
- Die Brüder Paul, Johan und Herman van Limburg (Mitte des 14. Jahrhunderts – 1416),
- Jean Fouquet (1416–1485), Autor des Stundenbuchs der Anne de Bretagne.

Berühmte Künstler leiteten oft große Werkstätten.
Aber auch nach der Erfindung des Buchdrucks gab es noch bedeutende Buchmaler, zum Beispiel im 17. Jahrhundert ein Robert, der 1641 die Blumengirlanden schuf, die den Rahmen des von N. Jarry verfassten Textes bilden, einer wunderbaren Handschrift mit dem Titel Guirlande de Julie, die Herzog Charles de Sainte-Maure, Duc de Montausier, seiner späteren Gattin Julie d’Angennes schenkte.